# Eumeces indothalensis
Eumeces indothalensis là một loài thằn lằn trong họ Scincidae. Loài này được Khan & Khan miêu tả khoa học đầu tiên năm 1997.